# Amphiesmenoptera
Amphiesmenoptera – klad w randze nadrzędu owadów skrytoskrzydłych, obejmuje grupy siostrzane motyli i chruścików oraz wymarły rząd Tarachoptera; występuje w zapisie kopalnym od permu.

## Pochodzenie
Ostatni wspólny przodek motyli i chruścików jest dobrze opracowany pod kątem teoretycznym, ale nie wyznaczono go z zapisu kopalnego. Nie wiadomo, kiedy te dwa rzędy wydzieliły się z Amphiesmenoptera. Najstarsze skamieniałości odpowiadające prymitywnym motylom lub chruścikom pochodzą z permskich skał z Australii i Azji Środkowej. Z uwagi na fakt, że wiele prymitywnych motyli, np. z nadrodziny Micropterigidae żeruje na mchach i porostach, oraz zważywszy, że chruściki żyją w ekosystemach wodnych, można wywnioskować, że przedstawiciele grupy pnia tych nadrzędów żyli w środowisku o dużej wilgotności bądź w pobliżu wody. 
Cechą wspólną dla grupy jest występowanie łusek na skrzydłach w każdej z nich na wczesnym etapie ewolucyjnym. Badania filogenetyczne (2022) wykazały monofiletyczne pochodzenie łusek u wspólnego przodka Tarachoptera, motyli i chruścików, u Tarachoptera stwierdzono plezjomorficzny charakter morfologii łusek. Chruściki również dysponowały łuskami w rodzinie Lepidochlamidae, w toku ewolucji utraciły je.

## Systematyka
Amphiesmenoptera obejmuje rzędy:
- motyle[1]
- chruściki[1]
- †Tarachoptera[6]

Kladem siostrzanym wobec Amphiesmenoptera jest Antliophora.